# Alophophion holosericeus
Alophophion holosericeus là một loài tò vò trong họ Ichneumonidae.